# سیارک ۱۰۷۸۲
سیارک ۱۰۷۸۲ (به انگلیسی: 10782 Hittmair، نامگذاری:1991RH4) ده هزار و هفتصد و هشتاد و دومین سیارک کشف شده‌است که در ۱۲ سپتامبر ۱۹۹۱ کشف شد.
قدر مطلق سیارک برابر ۱۵٫۳۰ است.